# La Cuisine du Diable
La Cuisine du Diable est le 14e album de bande dessinée mettant en scène le personnage de Mélusine, sorti en 2006. Les dessins sont de Clarke et le scénario de Gilson.

## Synopsis
L'album est composé de 38 gags d'une page chacun, d'un de deux pages et d'un de quatre pages. La plupart ont pour thème la cuisine, et notamment les cours de cuisine que les élèves de l'école de sorcellerie ont au programme, à leur grande surprise.
La dernière histoire donne son nom à l'album : Lassé de l'attitude de ses élèves qui trouvent qu'un cours de cuisine n'a pas sa place dans une école de sorcellerie, leur professeur, Charles Rimbaut, décide de corser les choses. Mais pour sa recette, il a besoin de moustaches de crochazaar. Et c'est Mélusine qui s'y colle…

## Source
- www.bedetheque.com, « Mélusine » (consulté le 18 août 2008)